# تنورة ضيقة
التنورة الضيقة هي موديل تنورة ضيقة قصتها مستقيمة تعطي شكل الجسم وتتفاوت بالطول، لكنها غالباً ما تكون أسفل الركبة بقليل. تسمى في اللغة الإنجليزية Pencil skirt، لأنها ضيقة وطويلة بشكل يشبه قلم الرصاص.

## الأسلوب
قد تلبس التنورة الضيقة كطقعة واحدة أو جزء من بذلة. عادة تحتوي التنورة الضيقة على شق طولي من الخلف، وأحياناً من الجانب. قد ترتدي بعض النساء جوارب أسفل التنورة أو كولونات.